# تيتراغراما دونالد ترامبي
تيتراغراما دونالد ترمبي (بالإنجليزية: Tetragramma donaldtrumpi) هوَ نوع من قنافذ البحر الأحفورية، اكتُشف وتُعرف عليه بواسطة ويليام ر. طومسون الابن في عام 2016. تمتد منطقة العينة من العصر الطباشيري المبكر، مجموعة الثالوث، من تكوين غلين روز بالقرب من فيشر، تكساس في الولايات المتحدة.
يُعرف جنس تيتراغراما من العصر الجوراسي العلوي (الأكسفوردي) إلى العصر الطباشيري العلوي (التوروني).
قام طومسون بتسمية النوع تكريمًا للمرشح الجمهوري للرئاسة دونالد ترمب.